# Caio harrietae
Caio harrietae is een vlinder uit de familie van de nachtpauwogen (Saturniidae).
De wetenschappelijke naam van de soort is, als Arsenura harrietae, voor het eerst geldig gepubliceerd door Forbes in 1944.